# Белоногов, Иван Михайлович
Иван Михайлович Белоногов (12 [23] января 1800, Романов-Борисоглебск, Ярославская губерния — 1871, Романов-Борисоглебск, Ярославская губерния) — живописец и рисовальщик, пейзажист.

## Биография

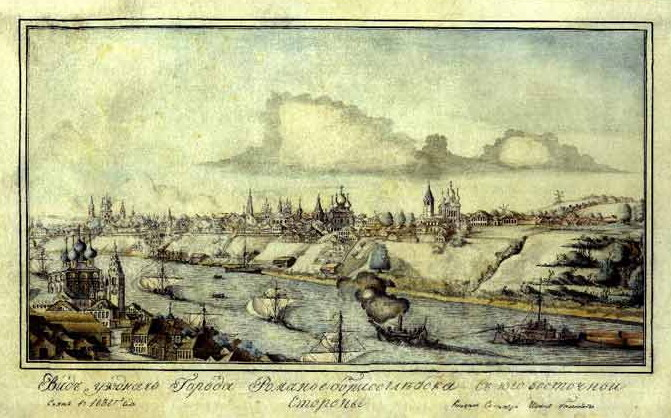
Вид уездного города Романов-Борисоглебска с юго-восточной стороны. 1838 год.

Родился в небогатой купеческой семье.
На тридцатом году жизни научился делать золотую и серебряную насечку на ружейных стволах (стал признанным ружейником) и замка́х, резать по камню и металлу различные печати. Выполнял заказы на изготовление украшений из золота, серебра, бриллиантов по собственным эскизам. Самостоятельно учился рисованию с натуры, занимался черчением и съёмкой планов.
По заказу ярославского губернатора И. А. Баратынского выполнил «Альбом ярославских древностей» для Департамента уделов, за что получил не только похвальный отзыв ярославских властей, но и был вызван для поощрения в столицу, где ему были вручены золотые часы от императора, предложено обучение за границей на государственный счет. По домашним обстоятельствам Белоногов отказался от предложения, но посетил все «художественные сокровища и редкости столицы», писал виды города и его окрестности.
Умер в 1871 году в родном Романове-Борисоглебске. Сохранился дом в левобережной части Тутаева на 2-й Овражьей улице, в котором он жил и работал.

## Работы

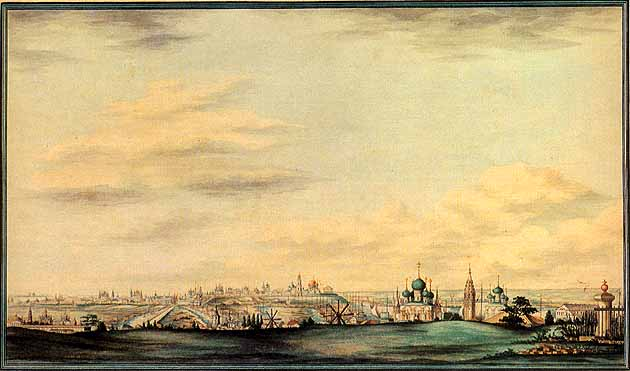
Панорама Ярославля с южной стороны. 1846 год.

В 1840—1850-е годы создал сотни работ (масло, акварель), посвящённых Ростову, Рыбинску, Романову-Борисоглебску, Угличу, Ярославлю.
Видовые пейзажи городов точны в деталях, зафиксированы самые мелкие элементы декоративного убранства зданий, одновременно представлена развернутая панорама города, в основном безлюдного.
Основные коллекции акварелей Ивана Белоногова хранятся в Историческом музее (Москва) и Нью-Йоркской публичной библиотеке. Работы Белоногова хранятся также в музеях Ярославля, Ростова, Рыбинска, Казани. Многие работы не сохранились.